# Linia kolejowa Förtha – Gerstungen
Linia kolejowa Förtha – Gerstungen – dawna linia kolejowa w Niemczech, w kraju związkowym Turyngia. Biegła z miejscowości Förtha do Gerstungen. Linia miała za zadanie ominięcie w latach 1962-1992 znajdujący się na terenie RFN odcinka Herleshausen–Wommen linii Halle – Bebra.